# Sztum
Sztum (deutsch Stuhm, kaschubisch Sztëm) ist eine Stadt mit etwa 10.000 Einwohnern in der polnischen Woiwodschaft Pommern. Sie ist Verwaltungssitz des Powiats Sztum (Stuhmer Kreis) und der gleichnamigen Stadt-und-Land-Gemeinde.

## Geographische Lage
Die Kleinstadt liegt in der historischen Landschaft Preußen, im nördlichen Teil Pomesaniens, der später zum Land Marienburg gehörte. Sie befindet sich etwa zehn Kilometer südlich von Malbork (Marienburg) und zwanzig Kilometer nördlich von Kwidzyn (Marienwerder).

## Geschichte
|  |

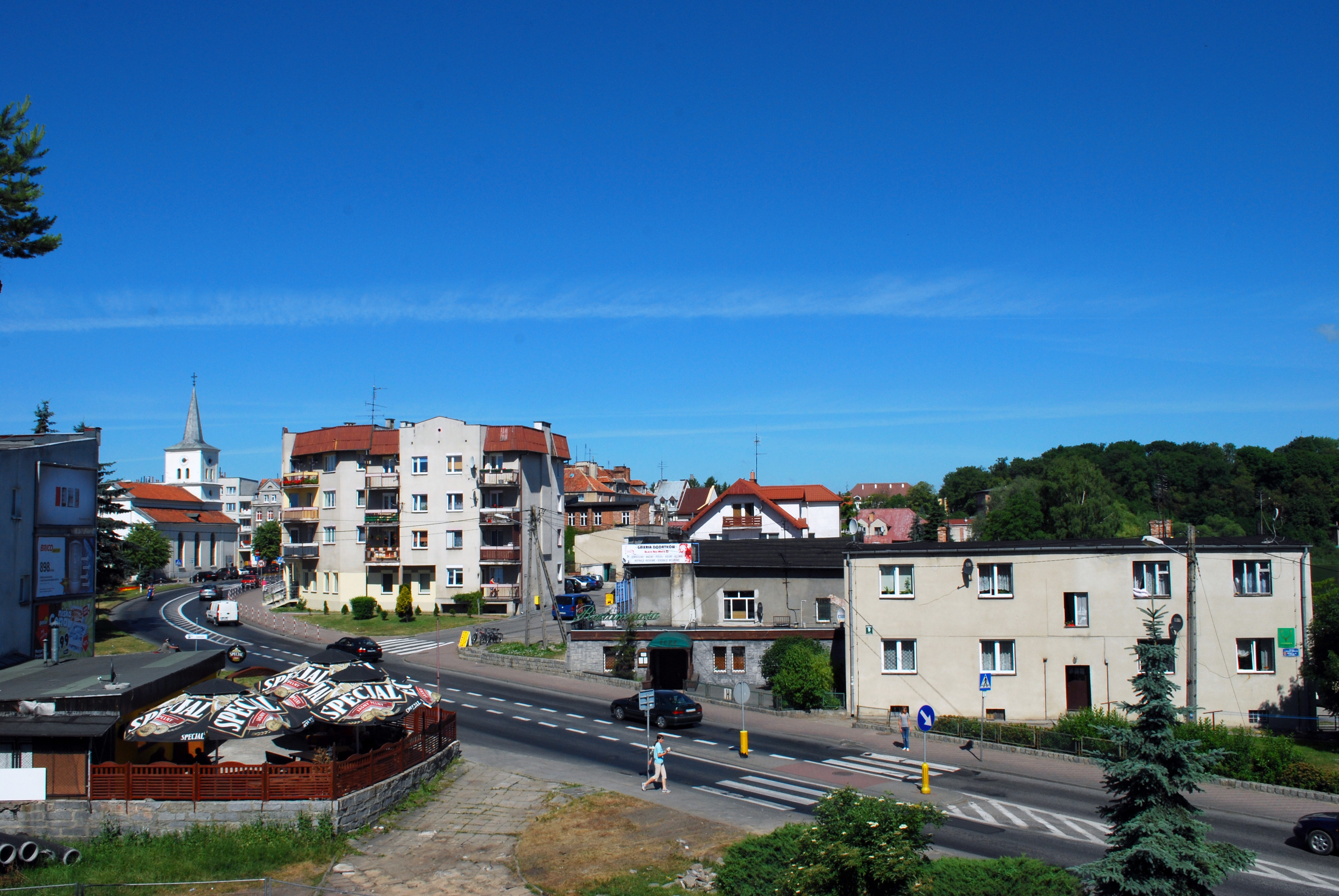
Stadtbild im Jahr 2010

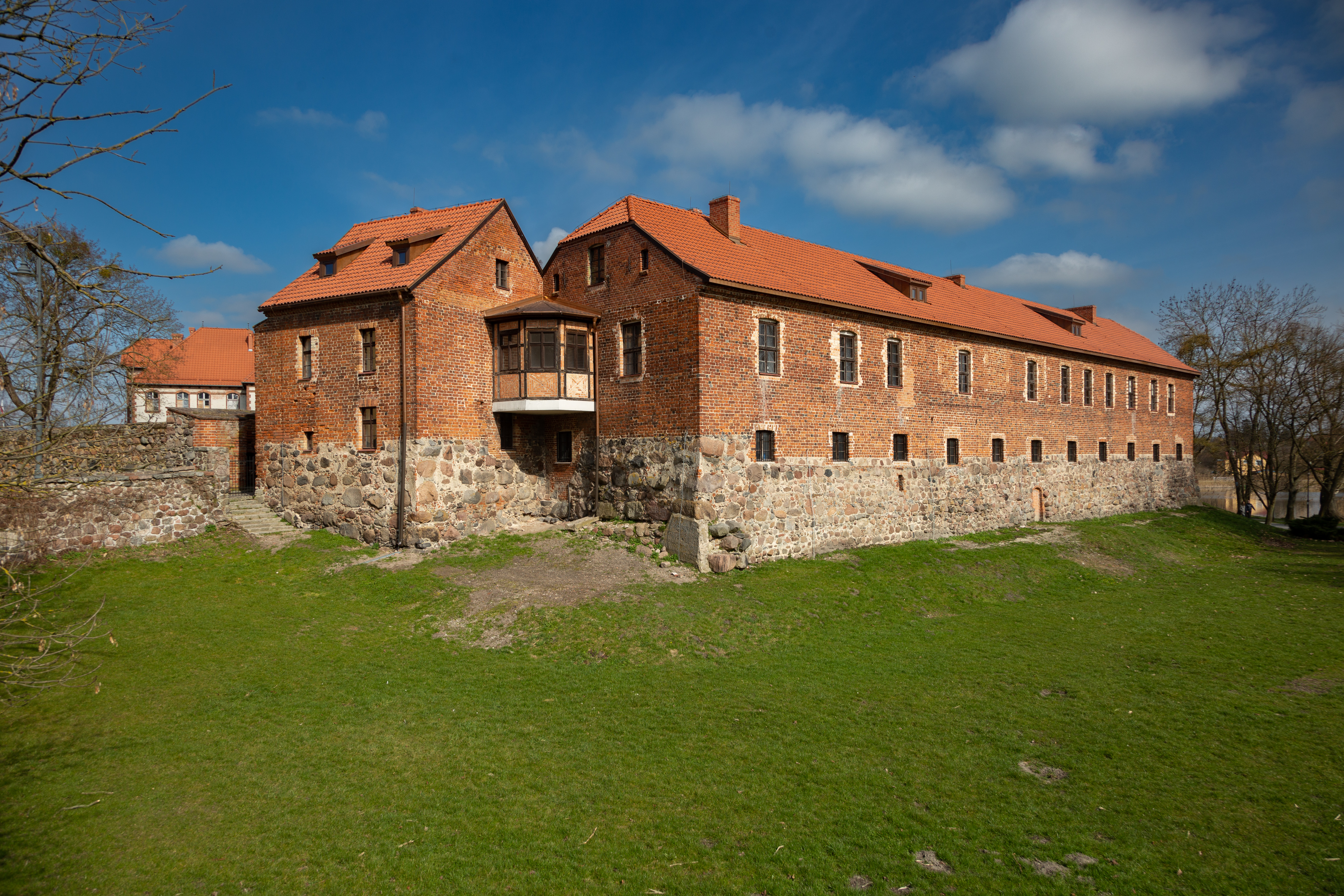
Schloss des Deutschen Ordens nach der Renovierung

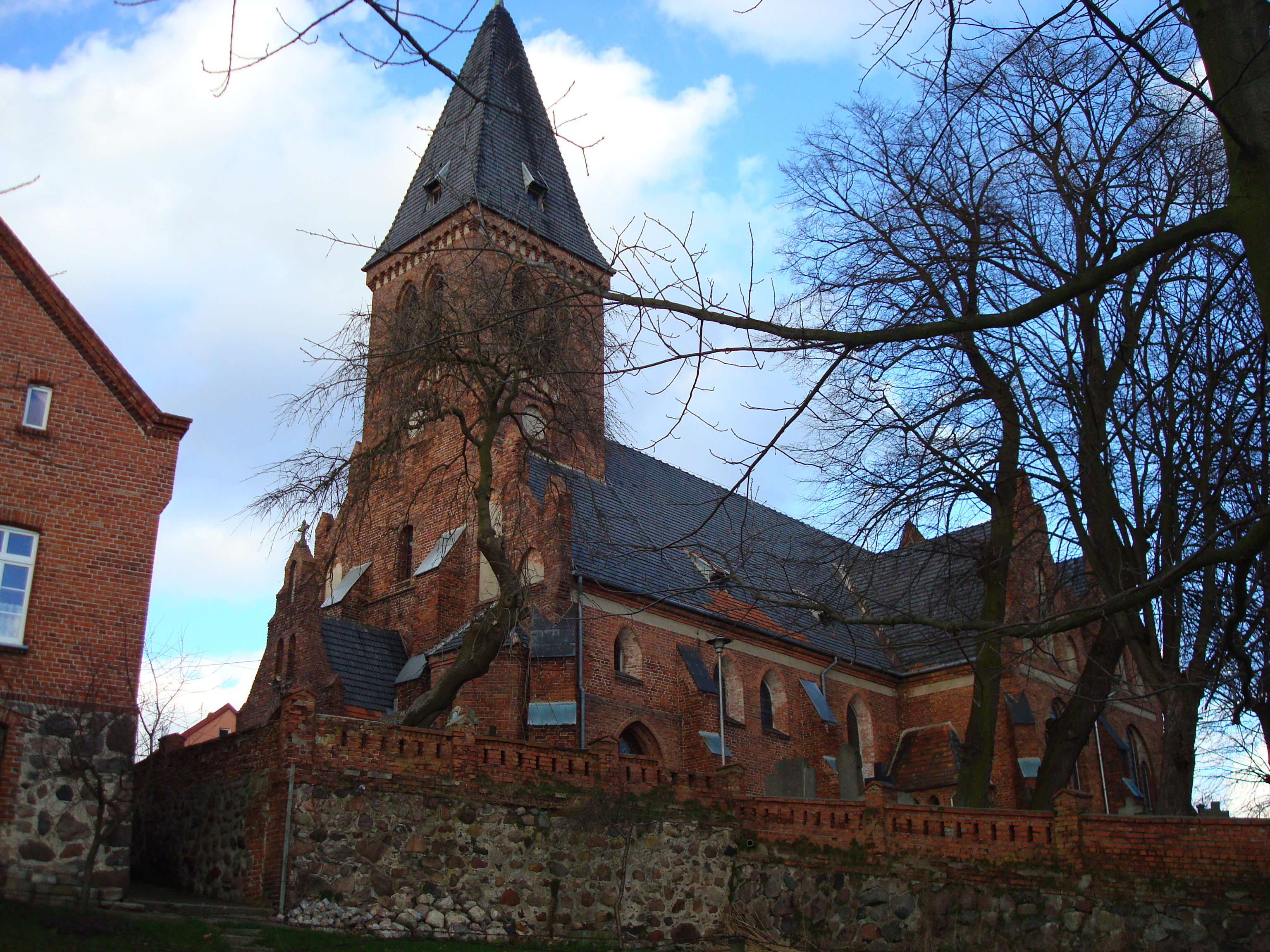
Heilige-Anna-Kirche

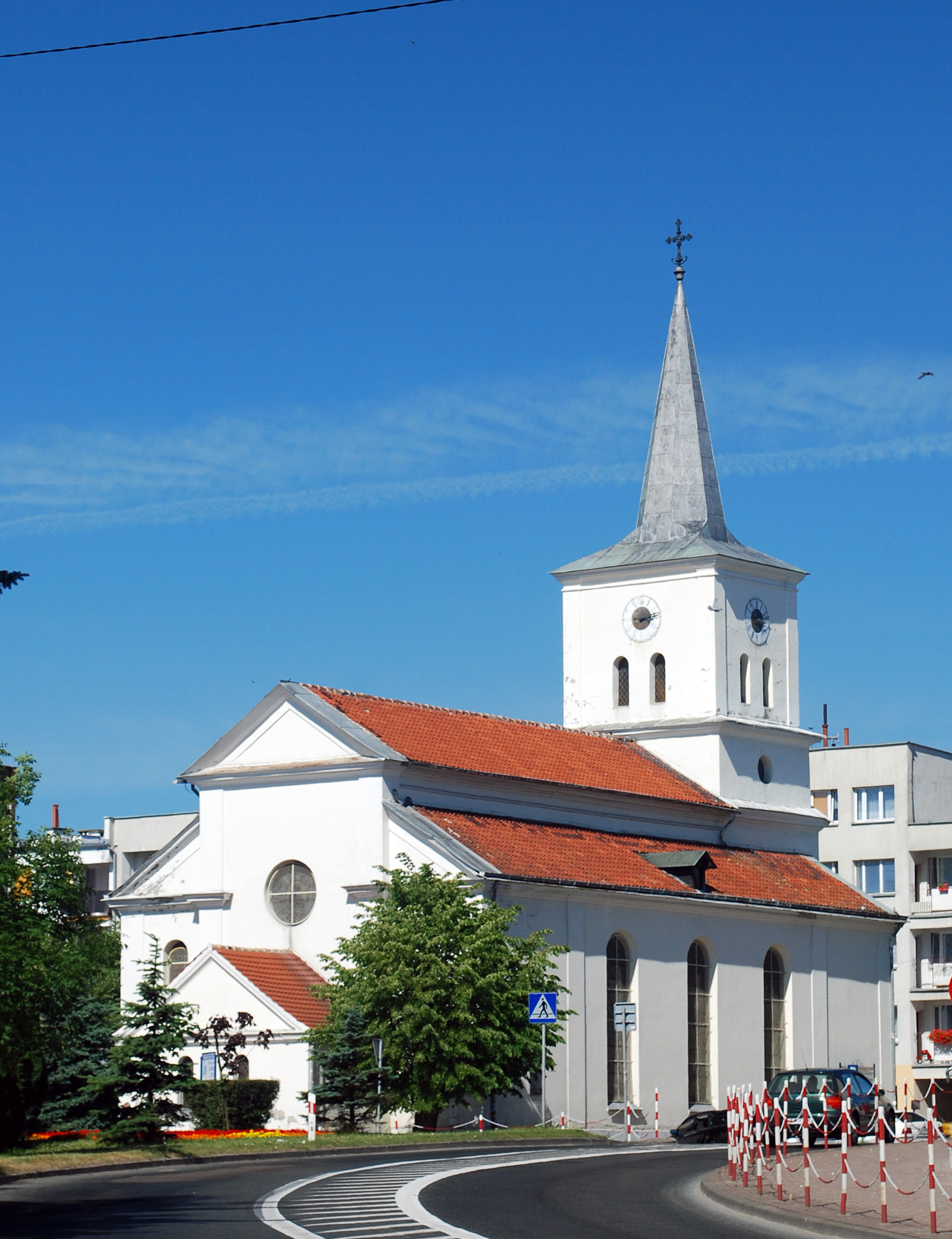
Ehemalige evangelische Kirche, gebaut 1816–1818 nach Plänen von Schinkel. Bauleitung Salomo Sachs (derzeit als Regionalmuseum genutzt).

Die ersten Anzeichen von Besiedlung datieren zurück bis zur Zeit des Römischen Reiches. Im frühen Mittelalter existierte hier eine hölzerne Burg der baltischen Pruzzen.
Als die Ritter des Deutschen Ordens das Prußenland christianisierten, eroberten sie im Jahre 1236 auch diese Burg. Nach dem ersten Prußenaufstand 1242 errichtete der Deutsche Orden an dieser Stelle eine hölzerne Wallburg. Nach 1270 folgte ein Ordenshof, welcher zusammen mit der Wehranlage zu einer Burg ausgebaut wurde. Eine Siedlung um die Burg entwickelte sich nur sehr langsam. Diese erhielt im Jahre 1416 das Stadtrecht. Bis 1466 gehörte Stuhm zu Deutschordens-Preußen, ging dann aber mit den siegreichen Separatisten des Preußischen Bundes an Preußen königlichen Anteils über, das im Bündnis mit der polnischen Krone stand. 1492 wurde Nicolaus von Zehmen Burggraf von Stuhm und Christburg. Des Weiteren war Achatius von Zehmen Starost auf Stuhm und Christburg, wo er auch wohnte. 1517 wurde er Unterkämmerer der Marienburg, 1531 Kastellan von Danzig und 1546 Woiwode von Marienburg. Nachdem der polnische Reichstag Achaz I. von Zehmen alle Krongüter aberkannt hatte, stürmten seine Söhne, die Reichsfreiherren Christoph, Achaz II. und Fabian II. im Dezember 1576 die Christburg. Gegen eine Abfindung von 24.000 fl., zu zahlen an das Königreich Polen, konnten schließlich die Brüder Christburg behalten.
Von 1467 bis 1772 gehörte Stuhm zum autonomen, unter polnischer Schirmherrschaft stehenden Preußen königlichen Anteils. Die Stadt fungierte als Sitz des Stuhmer Landkreises innerhalb der damaligen Woiwodschaft Marienburg, hier hielt auch das regionale Parlament (Sejmik) Sitzungen ab. 1635 wurde im Dorf Stuhmsdorf (Sztumska Wieś), etwas südlich von Stuhm gelegen, der Vertrag von Stuhmsdorf zwischen Polen und Schweden geschlossen.
Im Rahmen der ersten Teilung Polens kam Stuhm 1772 unter Friedrich II. ans Königreich Preußen. Von 1816 bis 1818 wurde nach Schinkelschen Plänen die evangelische Kirche, unter Bauleitung des königlichen preußischen Bauinspektor Salomo Sachs, erbaut. 1818 bis 1945 gehörte die Stadt Stuhm zum Kreis Stuhm im Regierungsbezirk Marienwerder. 1772 bis 1828 und 1878 bis 1920 gehörte Stuhm zur preußischen Provinz Westpreußen, dazwischen zur Provinz Preußen. 1871 wurde die Stadt mit dem Königreich Preußen Teil des neu gegründeten Deutschen Kaiserreiches. Am Anfang des 20. Jahrhunderts hatte Stuhm eine evangelische Kirche, eine katholische Kirche, eine Synagoge und ein Amtsgericht.
Nach dem Ende des Ersten Weltkrieges sollten die vier rechts der Weichsel gelegenen Kreise Marienburg, Marienwerder, Rosenberg und Stuhm in einer Volksabstimmung im Abstimmungsgebiet Marienwerder über ihre zukünftige Zugehörigkeit entscheiden. In der Abstimmung vom 11. Juli 1920 lehnte die Mehrheit mit 2079 Stimmen der Einwohner den Anschluss an die 1918 neu gegründete Zweite Polnische Republik ab und votierte für den Verbleib der Stadt beim Deutschen Reich. Der Kreis Stuhm mit 19,7 % (4904 Stimmen) und die Stadt Stuhm mit 26,5 % (749 Stimmen) hatten die höchste Stimmenzahl für einen Anschluss an Polen in der gesamten Abstimmung überhaupt. 1920 kam Stuhm mit dem gleichnamigen Kreis an den neu zugeschnittenen Regierungsbezirk Westpreußen, der 1922 bis 1939 zur preußischen Provinz Ostpreußen gehörte.
Während der Einweihung des Kriegerdenkmals für die Stuhmer Bürger am 16. Juni 1929 flog der ostpreußische Segelflug-Weltrekordler Ferdinand Schulz eine Ehrenrunde über dem Marktplatz und stürzte dabei mit seinem Motorflugzeug ab. Er und sein Begleiter Bruno Kaiser fanden dabei den Tod. Am 14. Juni 1931 besuchte Reichspräsident Paul von Hindenburg die Stadt.
Während der Zeit des Nationalsozialismus existierten in Stuhm ein berüchtigtes Gefängnis und eine Nationalpolitische Erziehungsanstalt. In der Pogromnacht vom 9. auf den 10. November 1938 wurde die Stuhmer Synagoge zerstört.
Bis Kriegsende war Stuhm Kreisstadt des Landkreises Stuhm im Regierungsbezirk Marienwerder im Reichsgau Danzig-Westpreußen des Deutschen Reichs.
Gegen Ende des Zweiten Weltkriegs war die Stadt nach dem Zusammenbruch der deutschen Ostfront 1944 Kriegswirren ausgesetzt. Am 21. und 22. Januar 1945 zogen Flüchtlingsströme durch die Stadt. Teile der Stadtbevölkerung schlossen sich Flüchtlingstrecks in Richtung Danzig und Marienburg an. Am 25. Januar wurde Stuhm kampflos von der Roten Armee besetzt. In der Stadt wurde Feuer gelegt, und mehr als die Hälfte der Gebäude wurde zerstört.
Bald darauf wurde Stuhm seitens der sowjetischen Besatzungsmacht der Volksrepublik Polen zur Verwaltung überlassen. Die deutsche Bevölkerung wurde innerhalb der nächsten Jahre von der polnischen Administration aus Stuhm vertrieben. Der Name der Stadt blieb phonetisch gleich und wurde nur von der deutschen Rechtschreibung auf die polnische geändert, Sztum.

### Demographie
| Jahr | Einwohner | Anmerkungen |
| ---- | --------- | --- |
| 1772 | 0469      | [ 5 ] |
| 1777 | nur 427   | [ 5 ] |
| 1778 | 0526      | in 79 Wohngebäuden |
| 1783 | 0509      | in 79 Haushalten, etwa 50 % Lutheraner und 50 % Katholiken, der Sprache nach etwa 50 % Deutsche und 50 % Polen                                                                  |
| 1802 | 0847      | [ 7 ] |
| 1804 | 0918      | in 105 Haushalten |
| 1810 | 0768      | [ 7 ] |
| 1816 | 0751      | davon 275 Evangelische, 379 Katholiken und 86 Juden |
| 1821 | 0850      | [ 7 ] |
| 1831 | 0956      | [ 8 ] |
| 1864 | 1980      | davon 724 Evangelische und 1148 Katholiken |
| 1871 | 2156      | davon 780 Evangelische und 1220 Katholiken (720 Polen) |
| 1875 | 2145      | [ 11 ] |
| 1880 | 2210      | [ 11 ] |
| 1890 | 2265      | davon 759 Protestanten, 1405 Katholiken und 85 Juden |
| 1905 | 2557      | davon 706 Protestanten und 74 Juden |
| 1910 | 3001      | am 1. Dezember, davon 803 Evangelische, 2194 Katholiken, 81 Juden und zehn Sonstige (1656 mit deutscher, 1431 mit polnischer und ein Einwohner mit kaschubischer Muttersprache) |
| 1933 | 6147      | meistens Katholiken |
| 1939 | 7374      | [ 11 ] |
| 1943 | 7099      | [ 14 ] |

## Verkehr
Der Bahnhof Sztum liegt an der Bahnstrecke Toruń–Malbork. Die Ortschaften Sztumska Wieś und Gościszewo haben Haltepunkte an selbiger Bahnstrecke, während der Haltepunkt Grzępa nicht mehr bedient wird. Der Ortsteil Gronajny hat einen Haltepunkt an der Bahnstrecke Warszawa–Gdańsk.

## Gmina Sztum
Zur Stadt-und-Land-Gemeinde Sztum gehören neben der namensgebenden Stadt weitere Ortschaften.

## Persönlichkeiten
Nach Geburtsjahr geordnet
- Achatius von Zehmen (um 1485–1565), hoher Beamter (u. a. Woiwode von Marienburg) im Preußen Königlichen Anteils und im Herzogtum Preußen.
- Fabian I. von Dohna (1550–1621), kurpfälzischer und brandenburgischer Feldherr, Diplomat und Staatsmann
- Gustav Adolf von Schlemüller (1797–1863), preußischer Generalleutnant, Generaladjutant von Wilhelm I.
- Johannes Szadowski (1834–1914), katholischer Theologe
- Robert Aßmus (1842–1904), Maler
- Heinrich von Donimirski (1844–1918), MdR
- Arthur Müller (1871–1935), Unternehmer und Erfinder
- Arthur Daehnke (1872–1932), Richter und Original, der „Große Prophet“
- Emil Stumpp (1886–1941), deutscher Maler und Karikaturist, politischer Häftling
- Ferdinand Schulz (1892–1929), der „Ikarus von Ostpreußen“, stürzte 1929 auf dem Marktplatz zu Tode.
- Max Vetter (1892–1917), Ruderer, Bronzemedaillen-Gewinner bei Olympia
- Adolf Giele (1929–2002), Handballer
- Goetz Oertel (1934–2021), Physiker, Wissenschaftsmanager in den USA
- Gerhard Exner (1941–2009), Paraplegiologe
- Ulrich Matern (1942–2021), pharmazeutischer Biologe
- Stefan Amzoll (1943–2019), deutscher Musikwissenschaftler, Journalist und Autor
- Anna Dünnebier (* 1944), Schriftstellerin
- Kacper Smoliński (* 1990), Jazzmusiker
- Katarzyna Portasińska (* 1995), Handballspielerin
- Magda Balsam (* 1996), Handballspielerin